# Tamyra
Tamyra is een geslacht van vlinders van de familie snuitmotten (Pyralidae), uit de onderfamilie Chrysauginae.

## Soorten
- T. cuprina Hampson, 1897
- T. ignitalis Walker, 1858
- T. papulalis Ragonot, 1890
- T. penicillana Herrich-Schäffer, 1855